# The End (Beatles-dal)
A The End a The Beatles angol rockegyüttes dala az 1969-es Abbey Road albumról. Paul McCartney írta, és Lennon–McCartney szerzeményként jelölték meg. Ez volt az utolsó dal, amelyet mind a négy tag közösen rögzített, és ez az utolsó dal az album második részének nagy részét lefedő zenei egyvelegből. A dal azon kevés dobszólók egyikét tartalmazza, amelyet Ringo Starr saját maga rögzített.

## A dal szerkezete, rögzítése
McCartney azt mondta a dallal kapcsolatban: "A nagy költő nyomdokain haladva a végére én is odatettem a magam ütős, rímes verspárját." John Lennon egy a Playboynak adott 1980-as interjújában elismerte McCartney szerzőiségét a The End esetében, mondván: "Ez megint Paul dala... Volt benne egy sor: "És a végén a szeretet, amit kapsz, egyenlő azzal a szeretettel, amit adsz", ami egy nagyon kozmikus, filozófiai gondolat. Ami ismét azt bizonyítja, hogy ha akarja, akkor túl tudja gondolni a dolgokat." A Lennon által idézett sor ("And in the end, the love you get is equal to the love you give") valójában a következő: "And in the end, the love you take, is equal to the love you make..."
A dal felvétele 1969. július 23-án kezdődött, amikor a The Beatles egy 1 perc 30 másodperces zenei alapot vett fel, amelyet áthangosításokkal 2 perc 5 másodpercre hosszabbodott. Ekkor a dal munkacíme Ending volt. A dalhoz az első éneket augusztus 5-én, további ének- és gitárhangokat 7-én, a basszusgitár és a dob hangzást pedig 8-án, az Abbey Road-os borítókép készítésének napján rögzítették. Augusztus 15-én a zenekari hangszerelés került hozzáadásra, a zárózongora dallam és az ének pedig augusztus 18-án.

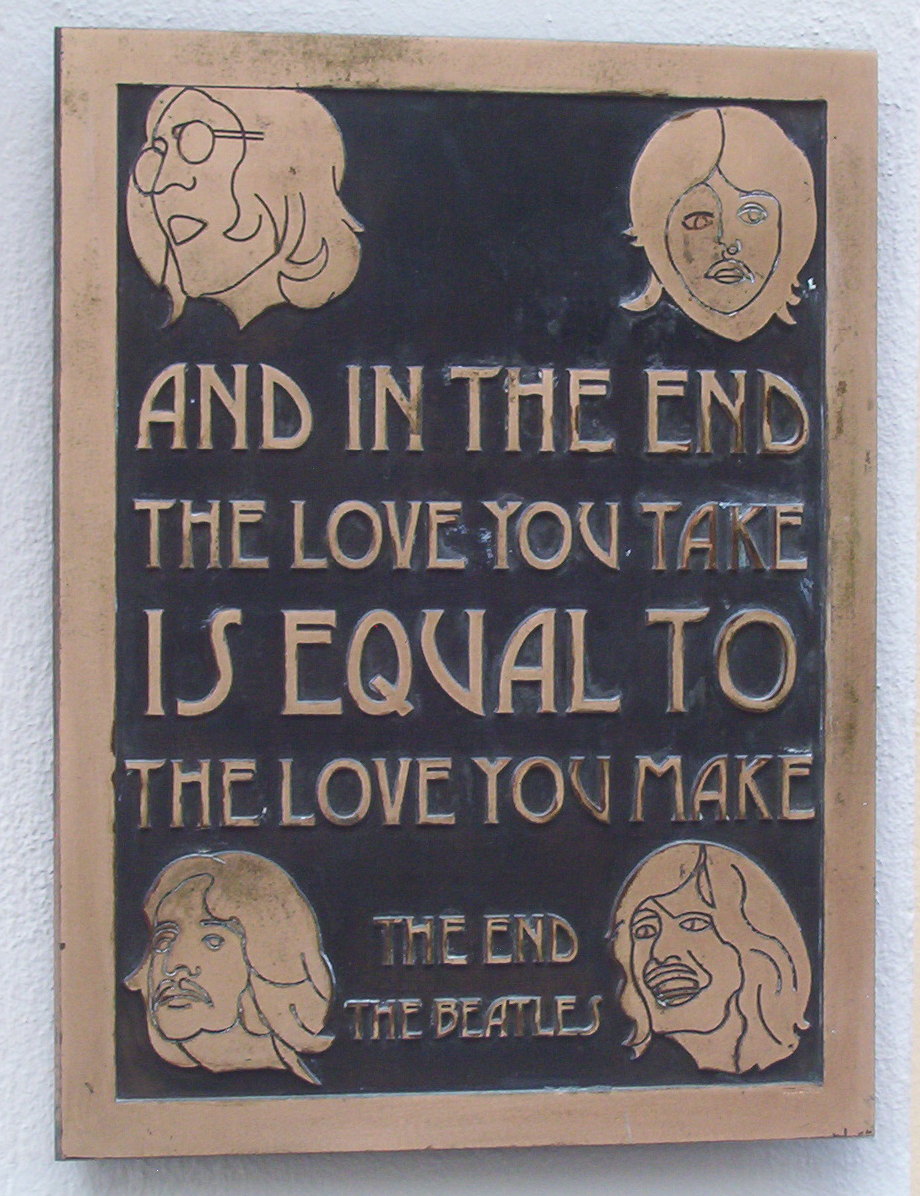
A The End zárósora, amely ezt a dísztábla megalkotását ihlette.

Az együttes mind a négy tagjának van egy szólója a dalban, köztük Ringo Starr-nak is egy dobszóló. Starr nem szerette a szólókat, inkább szívesebben dobolt akkor,amikor valaki egy adott előadásban énekelt. Szólóját tizenkét mikrofonnal rögzítették, amelyeket a dobfelszerelése körül helyeztek el. Később azt mondta, hogy Ron Bushy dobjátékának egy részét lemásolta az Iron Butterfly In-A-Gadda-Da-Vida című számából. A felvétel, amelyben Starr szólóját előadta, eredetileg gitár- és tamburin kíséret követte, de a többi hangszert elnémították a keverés során, hogy dobszóló hatása hangsúlyosabb legyen.
McCartney, George Harrison és Lennon három, kétütemes gitárszólót adnak elő. Az instrumentális gitárszóló ötlete Harrisontól származik, és Lennon javasolta azt, hogy hárman játsszanak egy-egy részt. A szólók körülbelül a dal 53 másodpercével kezdődnek meg. Geoff Emerick, a Beatles hangmérnöke később így emlékezett vissza a munkálatokról: "John, Paul és George úgy tűnt, mintha visszamentek volna az időben, mintha újra gyerekek lennének, akik együtt játszanak a puszta élvezetért. Mindennél jobban emlékeztettek a fegyverforgatókra, felcsatolt gitárjukkal, acélos tekintetű elszántságukkal, akik elhatározták, hogy felülmúlják egymást. Mégsem volt ellenségeskedés, semmi feszültség – egyszerűen jól szórakoztak."
Az első két ütemet McCartney, a másodikat Harrison, a harmadikat Lennon játssza, majd ez a folyamat még kétszer megismétlődik. Mindegyiküknek sajátos stílusa volt, amelyről McCartney úgy érezte, hogy tükrözi személyiségüket. Közvetlenül Lennon harmadik szólója után elkezdődik az „And in the end...” utolsó sor a zongoraakkorddal. Ezután egy zenekari hangszerelés következik egy dúdoló kórussal, ami alatt Harrison egy utolsó gitárszólót játszik és befejeződik a dal.
A The End eredetileg az Abbey Road utolsó száma lett volna, de végül a Her Majesty követte. Habár a The End volt az utolsó ismert felvétel, amelyen az együttes mind a négy tagja közreműködött, mégis az 1970-es Let It Be albumon található I Me Mine dal volt az utolsó olyan felvétel, amelyen az együttes három tagja közösen dolgozott egy stúdiómunka keretén belül (Lennon már nem volt jelen, mert 1969 szeptemberében külföldre távozott).
Az 1996-os Anthology 3 válogatásalbum tartalmazza a The End remix változatát. Ebben a változatban visszaállították az eredeti felvételből eltűntetett tamburin és gitár áthangosításokat, valamint a gitárszólókat és a zenekari hangeffektusok jelentőssé tették. A számot egy hosszú zongoraakkord követi, amely A Day in the Lifevégéből származik és egyben lezárja az albumot. A remixen hallható dobszólót később a Get Back dal elején használták fel a 2006-os Love albumhoz.

## Kritikai fogadtatás
Richie Unterberger az AllMusic szerkesztője úgy vélte, hogy a "The End" az "együttes sajátos felfogása a '60-as évek végének heavy rockjában megszokott rögtönzött dzsemmelésről, bár szokás szerint a The Beatles ezt sokkal pontosabban csinálta, mint bárki más". John Mendelsohn, a Rolling Stone-tól azt mondta, hogy ez "tökéletes sírfelirat volt a Beatle álomvilágban tett látogatásunkhoz: "The love you take is equal to the love you make."
2007-ben a The End a 7. helyre került a Q magazin The 20 Greatest Guitar Tracks listáján.

## A dal öröksége
- A dal a The Beatles: Rock Band videójáték bónuszdalaként szerepel.
- McCartney második gitárszólóját, Lennon utolsó gitárszólóját és Starr dobszólóját felhasználták a Get Back bevezetőjében a The Beatles Love albumán.
- Ralph Bakshi 1972-es, Fritz, a macska című filmjében Fritz azt a sort idézi, hogy "a szeretet, amit adsz, egyenlő a szeretettel, amit kapsz", amikor úgy dönt, hogy nem helyez bombát egy atomerőműbe, és elutasítja az erőszakos forradalmi politikát. A karakter megalkotója, Robert Crumb „vörös nyakúnak és fasisztának” minősítette ezt a párbeszédet.[22]
- A Beastie Boys a Paul's Boutique albumon megtalálható The Sounds of Science című számukhoz felhasználta a The End egy részletét.[23]
- Chris Farley megkérdezte McCartney-t a Saturday Night Live Chris Farley Show szegmens egyik adásában, hogy igaz-e, hogy "a szerelem, amit elfogadsz, egyenlő azzal a szerelemmel, amit szeretsz". McCartney Farley nagy örömére azt válaszolta, hogy tapasztalatai szerint „minél többet adsz, annál többet kapsz”.
- Paul McCartney a 2012. évi nyári olimpia játékok nyitóünnepségén előadta a dalt, közvetlenül az esemény zárása előtt a Hey Jude című dala együtt.[24]
- Peter Brown a dal szövegét felhasználta a The Beatlesről szóló könyvének, a The Love You Make címének.
- Kathryn Dawn Lang énekel, és Robin Williams (mint Luklász) elmond egy részlete a dalból a Táncoló talpak című film végén.
- Az "And in the End..." címet viseli a Vészhelyzet sorozatzáró epizódja,[25] valamint a Gyilkos Elmék 15. évadának évadzárója.[26]

## Feldolgozások
- Phil Collins feldolgozta a zenei egyveleg egy részét (ezenkívül a Golden Slumbers és a Carry That Weight dal szerepelt az egyvelegből) George Martin 1998-as In My Life című albumán.
- A Tenacious D komikus rockduó 2021. július 1-jén kiadta a You Never Give Me Your Money és a The End egyvelegét. A bevételeket az  Doctors Without Borders szervezetet támogatták.[27]

## Közreműködött
Ian MacDonald and Kenneth Womack szerint, kivéve ahol említve van:
- Paul McCartney – ének, vokál, basszusgitár, zongora, Epiphone Casino típusú gitár[29]
- John Lennon – vokál, ritmusgitár, Epiphone Casino típusú gitár[29]
- George Harrison – vokál,ritmus- és szólógitár, Gibson Les Paul típusú gitár[29]
- Ringo Starr – vokál, dob, tamburin[30]
- George Martin – zenekari hangszerelés[8]
- ismeretlen zenészek – 12 hegedű, 4 brácsa, 1 bőgő, 4 gordonka, 3 trombtia, 1 harsona, 1 basszusharsona[2][30]

## Fordítás
Ez a szócikk részben vagy egészben  a   The End (Beatles song) című angol Wikipédia-szócikk fordításán alapul.  Az eredeti cikk szerkesztőit annak laptörténete sorolja fel. Ez a jelzés csupán a megfogalmazás eredetét és a szerzői jogokat jelzi, nem szolgál a cikkben szereplő információk forrásmegjelöléseként.

### Angol nyelvű
- Lewisohn, Mark: The Complete Beatles Recording Sessions. New York: Harmony Books, 1988.ISBN 978-0-600-63561-1
- Sheff, David: All We Are Saying: The Last Major Interview with John Lennon and Yoko Ono. New York: St. Martin's Griffin, 2000. ISBN 0-312-25464-4

### Magyar nyelvű
- Bánosi György – Tihanyi Ernő: Beatles zenei kalauz. Az együttzenélés és a szólóévek. 1958–1999. Budapest: Anno Kiadó, 1999. ISBN 963-853-895-3
- Ian Macdonald: A fejek forradalma. A Beatles és a hatvanas évek. (ford. Révbíró Tibor) Budapest: Helikon Kiadó, 2015. ISBN 978-963-227-468-3
- Marsi József: Beatles Kódex – A Beatles együttes teljes életművének enciklopédiája. (bővített kiadás) Budapest: Könyvműhely, 2022. ISBN 978-615-01-5036-9
- The Beatles. Antológia. (szerk. Brian Roylance et al., ford. Árokszállásy Zoltán, Béresi Csilla) Budapest: Kossuth Kiadó, 2001. ISBN 963 09 4258 5

## Külső hivatkozások
- Allan W. Pollack megjegyzései a The End dalhoz